# Natalie Mendoza
Natalie Mendoza (Hong Kong, 12 agosto 1978) è un'attrice e cantante cinese naturalizzata australiana.

## Biografia
È cantante in una band, ed è anche attrice prendendo parte anche in film musicali, come Moulin Rouge!. Ha recitato nel film The Descent - Discesa nelle tenebre nei panni di Juno. Ha recitato anche in diversi musical a Londra, tra cui Here Lies Love al National Theatre e Miss Saigon nel ruolo di Gigi. Nel 2011 ha fatto il suo debutto a Broadway nel musical Spider-Man, tornando a recitarvi nel 2021 nell'adattamento teatrale di Moulin Rouge! nel ruolo della protagonista Satine.

## Filmografia parziale
- Moulin Rouge!, regia di Baz Luhrmann (2001)
- South Pacific, regia di Richard Pearce (2001)
- Codice 46 (Code 46), regia di Michael Winterbottom (2003)
- The Descent - Discesa nelle tenebre (The Descent), regia di Neil Marshall (2005)
- The Great Raid - Un pugno di eroi (The Great Raid), regia di John Dahl (2005)
- The Descent Part 2, regia di Jon Harris (2009)
- Annette, regia di Leos Carax (2021)
- Jack Ryan – serie TV, episodio 3x5 (2018-in corso)